# Steeneikkapel
De Steeneikkapel of het Steeneikkapelleke is een betreedbare kapel in het Vlaams-Brabantse dorp Humbeek (deelgemeente van Grimbergen). De kapel staat aan de Steeneikstraat bij twee Libanonceders.
De oorspronkelijke kapel werd als dankkapel opgericht in 1712 door Gullian Vleeracker en Marie Crabbé en in 1861 hersteld door C.J. De Groef en J.C. Lauwers. In 1914 werd ze tijdens de Eerste Wereldoorlog door Duitse soldaten afgebrand. Pas in 1936 volgde herbouw door toedoen van V. Van Capellen en de BJB-meisjes. De boerinnengilde hield er veel processies en bedevaarten.
Het bouwwerk werd eind twintigste eeuw beschadigd door een voertuig en daarom in 1997 door de dorpsvrienden van Humbeek vervangen. Er staat nu een kapel uit baksteen met een grotendeels glazen voorgevel. Het met leien gedekte zadeldak wordt bekroond door een houtenklokkentorentje met windhaan. Binnen bevindt zich een 19de-eeuws met afbeeldingen beschilderd processie-altaar en een modern Mariabeeld onder een houten baldakijn.
De huidige kapel is, met de ceders, vastgesteld als onroerend erfgoed maar geniet geen bescherming.